# Иохельсон, Владимир Ефимович
Владимир Ефимович Иохельсон (1904—1941) — советский музыковед, композитор.

## Биография
Владимир Иохельсон родился 4 (17) февраля 1904 года в Санкт-Петербурге. Будучи ребёнком, почти ослеп после неудачной операции по трепанации черепа при менингите. С 1919 года учился в Ленинградской консерватории в классе фортепиано у И. С. Миклашевской и Н. И. Голубовской. С 1925 года учился на научно-композиторском факультете. В 1929 году окончил консерваторию. С 1930 года был консультантом музыкального сектора Госиздата, позднее заведовал Ленинградским отделом Музгиза. С 1929 по 1932 год - ответственныq секретарь Ленинградского отделения Российской ассоциации пролетарских музыкантов. В 1934-1937 годах — ответственный секретарь Ленинградского отделения Союза советских композиторов. С 1937 года работал в дирекции Ленинградского Малого оперного театра, затем заведовал литературно-репертуарной частью. "За выдающиеся заслуги в развитии советской оперы", в связи с 20-летним юбилеем театра 11 марта 1939 года был награждён орденом «Знак Почёта». Сотрудничал в ряде периодических изданий. Писал статьи о музыкальной культуре в СССР.
После начала Великой Отечественной войны вместе с Малым оперным театром был эвакуирован из блокадного Ленинграда. Скончался 26 ноября 1941 года в городе Чкалов (Оренбург).

## Семья
Сестра — Любовь Ефимовна Иохельсон. Она составила биографию своего брата.

## Сочинения
- Иохельсон В. Е. Некоторые вопросы музыкально-творческого движения Л. С. С. К. / Под ред. Б. А. Фингерта. — Л.: «Триюн», 1934. — 28 с. — 1000 экз.